# Николаев, Анатолий Павлович
Анатолий Павлович Николаев (род. 11 октября 1949) — советский и российский актёр драматического театра и кино, директор и художественный руководитель Саха академического театра имени П. А. Ойунского (1998—2020), заслуженный артист Российской Федерации (2002), народный артист Республики Саха (2005).

## Биография
Родился 11 октября 1949 года в селе Багадя Кобяйского улуса Якутской АССР.
С 1974 года, после окончания якутской студии Высшего театрального училища имени М. С. Щепкина, работает артистом драмы в Саха академическом театре.
С августа 1998 года — директор Саха академического театра имени П. А. Ойунского. Председатель Союза театральных деятелей Республики Саха.
20 апреля 2020 г. освобожден от должности директора Саха академического театра имени П. А. Ойунского по собственной инициативе.

## Творчество

#### Театральные роли
- Мелехов — «Тихий Дон» по роману М. Шолохова,
- Гамлет — «Гамлет» В. Шекспира,
- Ясон — «Медея» Еврипида,
- Кочкарев — «Женитьба» Н. Гоголя,
- Ян Сун — «Добрый человек из Сезуана» Б. Брехта,
- Платон Максимов — «Сайсары» Суоруна Омоллоона,
- Марныт «Утро Лены» И. Гоголева,
- Ниннихай — «Ханидуо и Халерхаа» С. Курилова,
- Лутули — «Свободы жаркий день» Суорун Омоллоон,
- Артур «Схватка» Е. Неймохова,
- Чиновник — «Танцплощадка» А. Борисова,
- Герцог Албанский — «Король Лир» В. Шекспира,
- Сержант Попов — «В Амге была весна»,
- Гаврил Никифоров — «Я вернусь…» В. Васильева — Харысхал,
- Ашот — «Игольное ушко» И. Гоголева.

#### Роли в кино
- «Өтөх»
- «Төлөрүйүү»
- «Ол сайын»
- «Сүтэрсибит сүрэхтэр» (по В. Васильеву — Харысхал)

## Признание и награды
- Почётная грамота Президиума Верховного Совета Якутской АССР (1985)
- Заслуженный артист  Якутской АССР (1988)
- Заслуженный артист Российской Федерации (2002)
- Народный артист Республики Саха (2005)
- Знак отличия «Гражданская доблесть» (2009)